# 1990 en Colombie-Britannique
Chronologie de la Colombie-Britannique
- 1986
- 1987
- 1988
- 1989
- 1990
- 1991
- 1992
- 1993
- 1994

Cette page concerne des événements qui se sont produits durant l'année 1990 dans la province canadienne de Colombie-Britannique.

## Politique
- Premier ministre : William Vander Zalm
- Chef de l'Opposition : Michael Harcourt du Nouveau Parti démocratique de la Colombie-Britannique
- Lieutenant-gouverneur : David Lam
- Législature :

## Événements

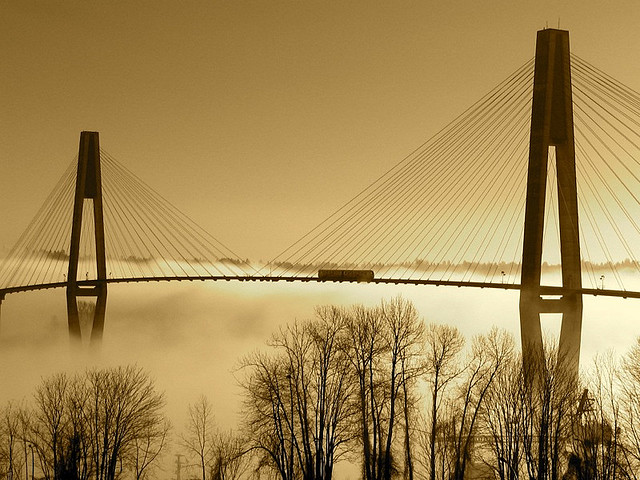
Skybridge, Vancouver.

- Mise en service à Surrey  de la  Scott Road SkyTrain Station ,  station de l' Expo Line du SkyTrain de Vancouver[1].
- Mise en service entre Surrey et New Westminster du Skybridge, pont suspendu de 616 mètres de longueur sur le tracé de l' Expo Line du SkyTrain de Vancouver, franchissant la Fraser river[2].
- Mise en service du  Derwent Way Bridge , pont routier sur la Fraser river entre Delta et New Westminster. Sa construction a coûté 10 000 000 Dollars[3].
- Achèvement, à Vancouver de l' Emerald West, immeuble de logements à structure béton de 33 étages (99.73 mètres de hauteur) , situé 717 Jervis Street[4].
- Création du Festival du bois à Maillardville.
- 23 janvier : la proposition de Bill Vander Zalm pour sauver l'Accord du lac Meech est rendue publique. Elle suggère que le Canada ait "12 sociétés distinctes" (les 10 provinces et les 2 territoires). Bien qu'Ottawa se dise prêt à négocier, le gouvernement du Québec la rejette d'emblée[5].

## Naissances

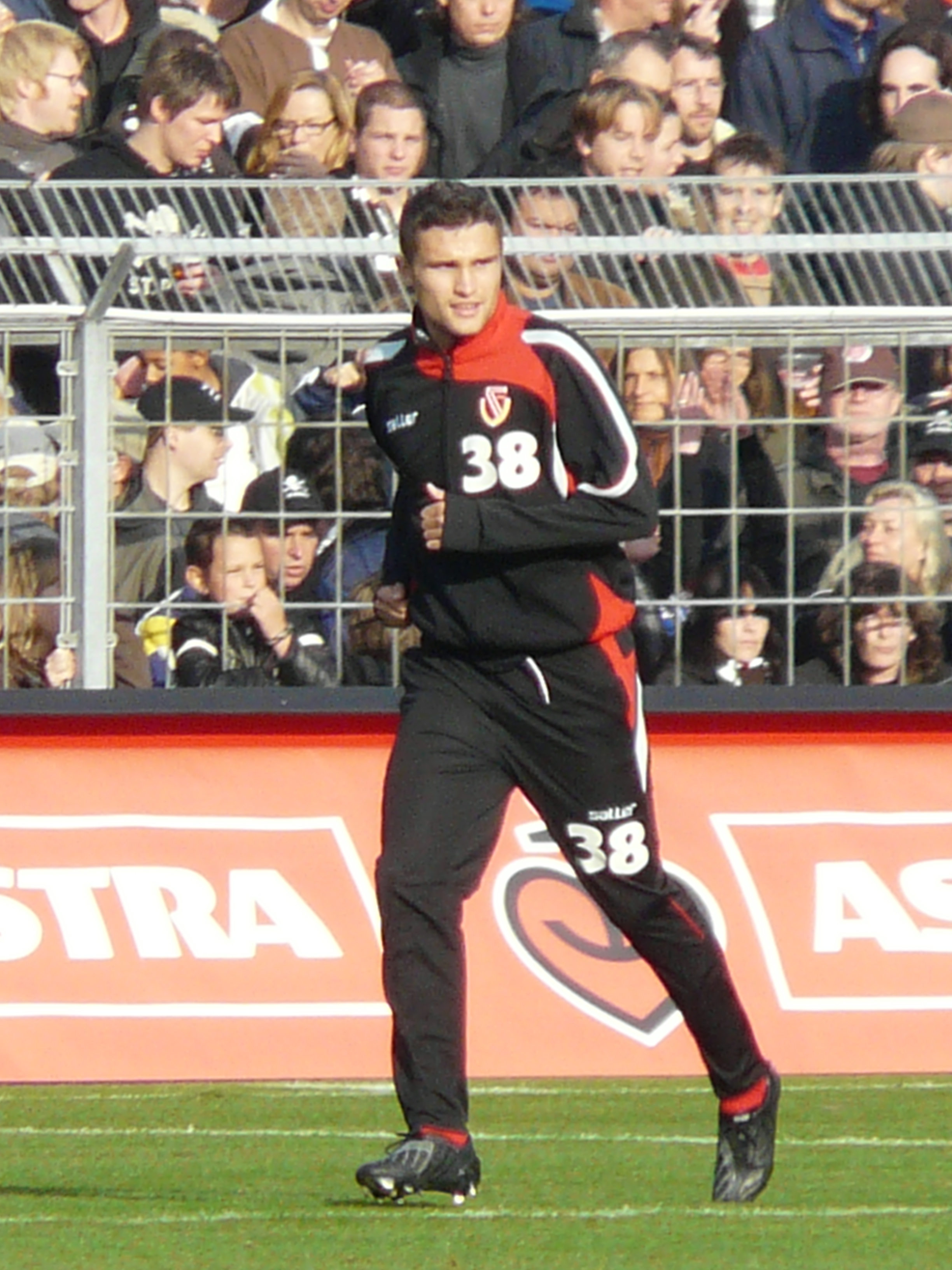
Adam Straith.

- 21 janvier : Cody Legebokoff, tueur en série canadien, reconnu coupable en 2014 par la Cour suprême de la Colombie-Britannique d'avoir assassiné trois femmes et une adolescente. Les événements sont survenus entre 2009 et 2010 dans la ville et dans les environs de Prince George. Il est l'un des plus jeunes tueurs en série condamnés au Canada[6] et son procès a attiré l'attention de tout le pays.

- 12 avril à Victoria : Simon Thomas, joueur international canadien de soccer, qui évolue au poste de gardien de but.

- 20 avril à Abbotsford : Derek Grant , joueur professionnel canadien de hockey sur glace.

- 31 mai à Victoria : Connor Jackson Braid,  joueur international canadien de rugby à XV et de rugby à VII. Il joue avec l'équipe du Canada depuis 2010, évoluant au poste de demi d'ouverture, de centre ou d'arrière (1,83 m pour 82 kg).

- 9 mars : Yvette Hui Hua Yong,  taekwondoïste canadienne.

- 11 septembre à Victoria : Adam Straith,  joueur international canadien de soccer. Il joue comme défenseur au FC Hansa Rostock.

- 12 septembre à Burnaby : Patrick Wiercioch , joueur professionnel canadien de hockey sur glace. Il évolue au poste de défenseur[7].

- 15 novembre à Fruitvale : Laci J. Mailey,  actrice canadienne.